# Perfecte magische kubus
Een perfecte magische kubus is een bijzonder soort magische kubus, waarin naast de rijen in de drie richtingen van de ribben en de lichaamsdiagonalen ook de diagonalen van elk uit te lichten vierkant de magische constante als som hebben.
De oudst bekende perfecte magische kubus, van de 8ste orde, werd gepubliceerd in een krant, de Cincinnati Commercial, op 11 maart 1875 door Gustavus Frankenstein. Van de 2de, 3de en 4de orde bestaan geen perfecte magische kubussen. Van de orden 5 tot en met 12 is inmiddels bekend dat ze wel bestaan. De perfecte magische kubussen van de 5de en 6de orde stammen uit 2003, gevonden door de Duitser Walter Trump, die van de 5de orde samen met de Fransman Christian Boyer.

## Perfecte magische kubus van de 5de orde
De door Trump en Boyer gevonden magische kubus bevat de getallen 1 tot en met 125, de magische som is 315.
| 1e laag | - | 2e laag |
| {\displaystyle {\begin{bmatrix}25&16&80&104&90\\115&98&4&1&97\\42&111&85&2&75\\66&72&27&102&48\\67&18&119&106&5\\\end{bmatrix}}}     |   | {\displaystyle {\begin{bmatrix}91&77&71&6&70\\52&64&117&69&13\\30&118&21&123&23\\26&39&92&44&114\\116&17&14&73&95\\\end{bmatrix}}} |
| 3e laag | - | 4e laag |
| {\displaystyle {\begin{bmatrix}47&61&45&76&86\\107&43&38&33&94\\89&68&63&58&37\\32&93&88&83&19\\40&50&81&65&79\\\end{bmatrix}}}      |   | {\displaystyle {\begin{bmatrix}31&53&112&109&10\\12&82&34&87&100\\103&3&105&8&96\\113&57&9&62&74\\56&120&55&49&35\\\end{bmatrix}}} |
| 5e laag | - | |
| {\displaystyle {\begin{bmatrix}121&108&7&20&59\\29&28&122&125&11\\51&15&41&124&84\\78&54&99&24&60\\36&110&46&22&101\\\end{bmatrix}}} |   | |
| --- | - | --- |

## Alternatieve definitie
Voor de perfecte magische kubus is ook een andere definite in gebruik geraakt, die is gebaseerd op het pandiagonaal magisch vierkant, dat ook perfect wordt genoemd. Men kan deze definitie goed uitbreiden naar hyperkubussen. Alle lagerdimensionale deelhyperkubussen zijn dan ook perfect.
Er bestaan in deze definitie geen perfecte magische kubussen van orden kleiner dan 8, en niet voor even orden die geen viervoudige orde zijn. Gabriel Arnoux construeerde een perfecte magische kubus van de 17de orde in 1887. F.A.P. Barnard gepubliceerde perfecte magische kubussen van de 8ste en 11de orde in 1888. Door de moderne definitie zijn er eigenlijk zes klassen magische kubus: magische kubus, pantriagonale magische kubus, diagonale magische kubus, pantriagdiagonale magische kubus, pandiagonale magische kubus en perfecte magische kubus.

## Aanvulling
De alternatieve definitie is tegenwoordig meer algemeen in gebruik bij de zogenaamde mathemagiërs (reeds in 1905 in gebruik gezien Charles Plancks The Theory of Path Nasiks, waar "Path Nasik" overeenkomt met de "moderne" kwalificatie {perfect}). Teneinde verwarring tegen te gaan, is hier gebruikgemaakt van '{' en '}' rond de kwalificaties. De 5de-ordekubus van Trump en Boyer wordt in dezen gekwalificeerd als {diagonaal}. Zo zijn er voor een kubus:
- {magisch} : rijen, kolommen, "pilaren" en 4 hoofdtriagonalen magisch.
- {diagonaal} : {magisch} als kubus en alle vierkanten evenwijdig met zijvlakken.
- {pandiagonaal} : {diagonaal} + alle gebroken diagonalen van de vierkanten.
- {triagonaal} : de 4 hoofdtriagonalen zijn magisch (komt overeen met {magisch})
- {pantriagonaal} : alle gebroken triagonalen zijn magisch
- {perfect} : {pandiagonaal pantriagonaal}

Consistent worden de rijen, kolommen en "pilaren" aangeduid met de term "monagonaal", hetgeen hoger dimensionale hyperkubussen eenvoudiger maakt om te omschrijven. Formeel kan men dus {magisch} zien als {panmonagonaal triagonaal} waarvan bij gelegenheid gebruik is gemaakt (de "pan" wordt bij "panmonagonaal" gebruikelijk weggelaten en {panmonagonaal} en {monagonaal} worden gelijkwaardig beschouwd.